# Leucania substriata
Leucania substriata là một loài bướm đêm trong họ Noctuidae.